# Clive Barker
Clive Barker (født 5. oktober 1952 i Liverpool) er en engelsk forfatter, filminstruktør og kunstner, der er bedst kendt for sine fantasy- og horrorværker.
Barker fik sit gennembrud i midten af 1980'erne med en serie af noveller og blev dermed etableret som en førende horrorforfatter. Han har siden skrevet mange romaner og andre værker. Flere af hans værker er filmatiseret, ofte med ham selv som producer og/eller instruktør; mest kendt er Hellraiser-serien fra 1987-2002, der er baseret på novellen The Hellbound Heart.

### Romaner
- The Damnation Game (1985)
- Weaveworld (1987)
- Cabal (1988), novella
- The Great and Secret Show (1989)
- Imajica (1991)
- The Thief of Always (1992)
- Everville (1994)
- Sacrament (1996)
- Galilee (1998)
- Coldheart Canyon (2001)
- Tortured Souls (2001).
- The Infernal Parade (2004).
- Mister B. Gone (2007)
- Mr. Maximillian Bacchus And His Travelling Circus (2009)
- Chiliad: A Meditation (2014)

#### Hellraiser-serien
1. The Hellbound Heart (1986), novella
2. The Scarlet Gospels (2015)
3. Hellraiser: The Toll (2018)[2][3] (Story credit; Barker's unfinished short story "Heaven's Reply" served as a basis for the novella, which was authored by Mark Alan Miller)

#### Books of the Art-serien
1. The Great and Secret Show (1989)
2. Everville (1994)

#### The Books of Abarat
1. Abarat (2002)
2. Days of Magic, Nights of War (2004)
3. Absolute Midnight (2011)

## Faglitteratur / kilder
- Rikke Schubart: Candyman – hævnen er sød (Information, 28.9.1993)
- Nicolas Barbano: Kong Splat! (Mega Express nr. 1, 1996)
- Anya Mathilde Poulsen: Barkers B-film (Levende Billeder nr. 126, 1996)

## Filmografi
| År   | Titel                           | Instruktør | Forfatter | Producer  | Noter                                                                        |
| ---- | ------------------------------- | ---------- | --------- | --------- | ---------------------------------------------------------------------------- |
| 1985 | Underworld                      | Nej        | Ja        | Nej       |                                                                              |
| 1986 | Rawhead Rex                     | Nej        | Ja        | Nej       | baseret på Barkers korthistorie "Rawhead Rex"                                |
| 1987 | Hellraiser                      | Ja         | Ja        | Nej       | baseret på Barkers The Hellbound Heart                                       |
| 1988 | Hellbound: Hellraiser II        | Nej        | Story     | Executive |                                                                              |
| 1990 | Nightbreed                      | Ja         | Ja        | Nej       | baseret på Cabal                                                             |
| 1992 | Sleepwalkers                    | Nej        | Nej       | Nej       | Barker krediteret som skuespiller i rollen som "Forensic Tech"               |
| 1992 | Hellraiser III: Hell on Earth   | Nej        | Nej       | Executive |                                                                              |
| 1992 | Candyman                        | Nej        | Story     | Executive | baseret på Barkers korthistorie "The Forbidden"                              |
| 1995 | Candyman: Farewell to the Flesh | Nej        | Story     | Executive |                                                                              |
| 1995 | Lord of Illusions               | Ja         | Ja        | Ja        | baseret på Barkers korthistorie "The Last Illusion"                          |
| 1996 | Hellraiser: Bloodline           | Nej        | Nej       | Executive |                                                                              |
| 1998 | Gods and Monsters               | Nej        | Nej       | Executive |                                                                              |
| 2006 | The Plague                      | Nej        | Nej       | Ja        |                                                                              |
| 2008 | The Midnight Meat Train         | Nej        | Nej       | Ja        | baseret på Barkers korthistorie "The Midnight Meat Train"                    |
| 2009 | Book of Blood                   | Nej        | Nej       | Ja        | baseret på Barkers korthistorier "The Book of Blood" & "On Jerusalem Street" |
| 2009 | Dread                           | Nej        | Nej       | Ja        | baseret på Barkers korthistorie "Dread"                                      |
| 2019 | JoJo Baby                       | Nej        | Nej       | Executive |                                                                              |
| 2020 | Books of Blood                  | Nej        | Nej       | Executive | baseret på Barkers korthistorie "The Book of Blood"                          |
| 2022 | Hellraiser                      | Nej        | Nej       | Ja        | baseret på Barkers The Hellbound Heart                                       |

| År   | Titel                   | Forfatter | Producer  | Noter |
| ---- | ----------------------- | --------- | --------- | --- |
| 1987 | Tales From The Darkside | Ja        | Nej       | episode: "The Yattering and Jack"                                                                              |
| 1997 | Quicksilver Highway     | Story     | Nej       | Tv-film, baseret på Barkers korthistorie "The Body Politic", Barker has an acting credit as "Anesthesiologist" |
| 2002 | Saint Sinner            | Story     | Executive | TV movie |
| 2006 | Masters of Horror       | Story     | Nej       | episoder: "Haeckel's Tale" & "Valerie on the Stairs"                                                           |

| År   | Titel         | Instruktør | Forfatter | Skuespiller | Noter               |
| ---- | ------------- | ---------- | --------- | ----------- | ------------------- |
| 1973 | Salome        | Ja         | Ja        | Ja          | baseret på skuespil |
| 1978 | The Forbidden | Ja         | Ja        | Ja          |                     |